# Ulrike Sarvari
Ulrike Sarvari-Röcker (Heidelberg, 22 giugno 1964) è un'ex velocista tedesca.
In carriera è stata campionessa europea indoor dei 60 metri piani e dei 200 metri piani nel 1990.

## Palmarès
| Anno | Manifestazione  | Sede      | Evento      | Risultato  | Prestazione | Note |
| ---- | --------------- | --------- | ----------- | ---------- | ----------- | ---- |
| 1986 | Europei         | Stoccarda | 100 m piani | Semifinale | 11"53       |      |
| 1987 | Europei indoor  | Liévin    | 60 m piani  | Semifinale | 7"37        |      |
| 1987 | Mondiali        | Roma      | 100 m piani | Semifinale | 11"15       |      |
| 1987 | Mondiali        | Roma      | 200 m piani | Semifinale | 23"04       |      |
| 1987 | Mondiali        | Roma      | 4×100 m     | 5ª         | 43"20       |      |
| 1988 | Europei indoor  | Budapest  | 60 m piani  | 4ª         | 7"18        |      |
| 1988 | Giochi olimpici | Seul      | 100 m piani | Semifinale | 11"12 w     |      |
| 1988 | Giochi olimpici | Seul      | 4×100 m     | 4ª         | 42"76       |      |
| 1989 | Mondiali indoor | Budapest  | 60 m piani  | 6ª         | 7"29        |      |
| 1990 | Europei indoor  | Glasgow   | 60 m piani  | Oro        | 7"10        |      |
| 1990 | Europei indoor  | Glasgow   | 200 m piani | Oro        | 22"96       |      |
| 1990 | Europei         | Spalato   | 100 m piani | 7ª         | 11"41       |      |
| 1990 | Europei         | Spalato   | 4×100 m     | Argento    | 43"09       |      |